# Camilo Castelo Branco

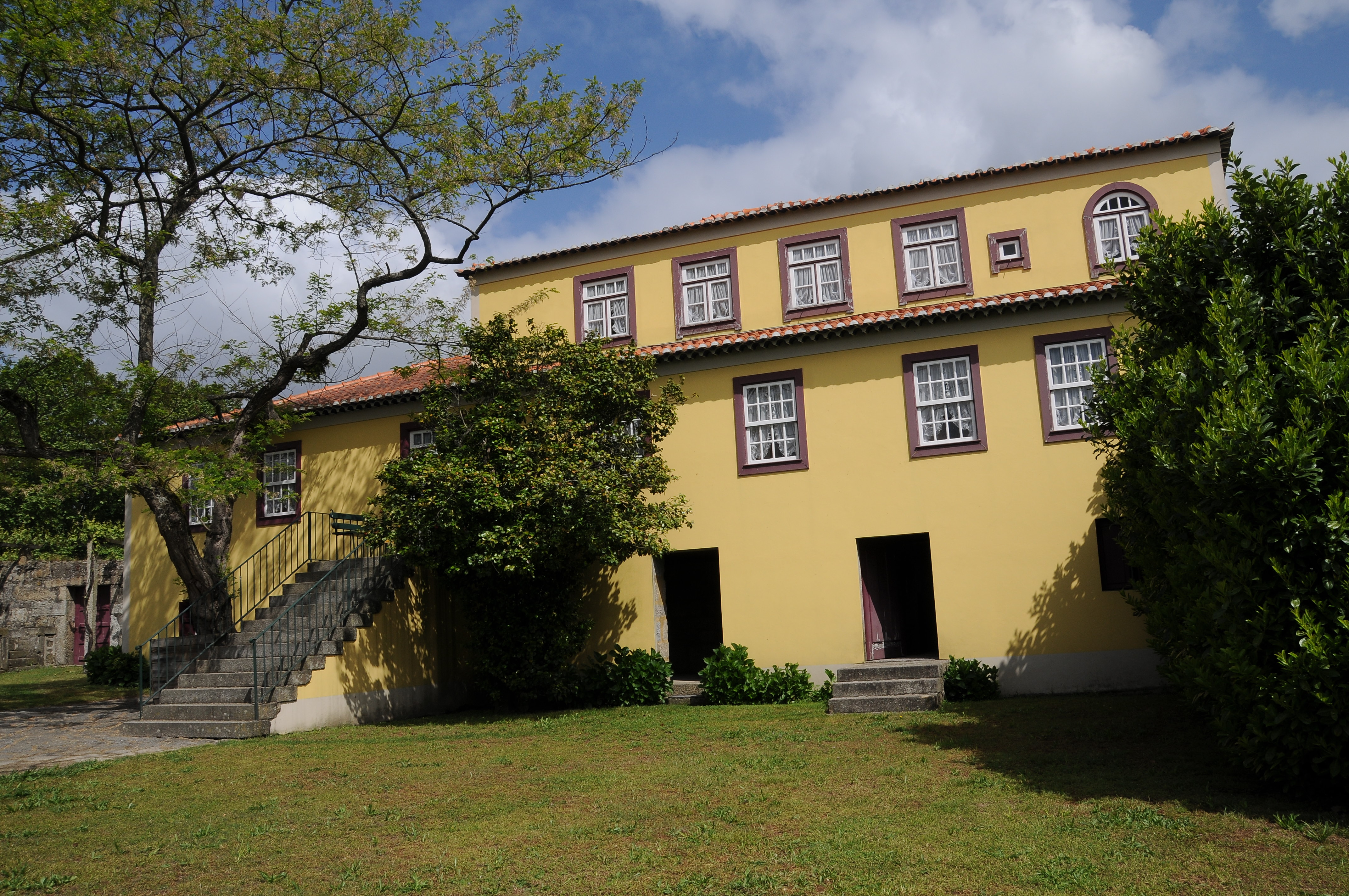
'Casa de Camilo Castelo Branco' (Seide, Famalicão)

Camilo Ferreira Botelho Castelo Branco (16. března 1825, Lisabon – 1. června 1890, São Miguel de Seide, Vila Nova de Famalicão) byl portugalský spisovatel období romantismu, překladatel, kritik a dramatik.

## Biografie
Narodil se v Lisabonu jako nemanželský syn významného dvorského úředníka, velice brzy osiřel. Nejdříve studoval v katolickém semináři vedeném kněžími. V roce 1843 se zapsal na studia medicíny v Oportu, ale ta nedokončil.
Po krátké novinářské praxi v Portu a v Lisabonu nastoupil do biskupského semináře v Portu ke studiu teologie. Během tohoto období napsal řadu náboženských děl a do portugalštiny přeložil dílo Françoise-René de Chateaubrianda. Když přijal nižší svěcení kněze, neklidná a vášnivá povaha ho odvedla z církve pryč a po celý život se věnoval literatuře a ženám.
Byl dvakrát zatčen; poprvé za to, že objevil ostatky své první manželky (se kterou se oženil ve věku 16 let a která zemřela ve 24 letech) a podruhé kvůli cizoložství se vdanou
ženou Annou Plácidovou. Během druhého věznění napsal své nejlepší a nejcharakterističtější dílo Amor de Perdição. Později ho toto období života inspirovalo k napsání Vzpomínek z vězení (Memórias do Cárcere), ve kterých popisuje tehdejší bídu přeplněné věznice Relação v centru Porta, i své intimní vzpomínky a autobiografické fragmenty.
V roce 1885 byl povýšen do šlechtického stavu, jmenován vikomtem (Visconde de Correia Botelho) jako uznání za přínos literatuře. Když pro chatrné zdraví nemohl psát, parlament mu dal doživotní penzi. Oslepl vlivem syfilis a trpěl chronickým nervovým onemocněním. V roce 1890 spáchal sebevraždu, zastřelil se revolverem v sedě ve svém houpacím křesle (které se dochovalo a je vystavováno).

## Publikační činnost
Camilo Castelo Branco byl velice plodným autorem, k významnějším počinům lze zařadit díla jako např. 'Anátema', 'Mistérios de Lisboa', 'Amor de Perdição', 'Amor de Salvação', či 'A Brasileira de Prazins'.

### České překlady
- Zhoubná láska (orig. 'Amor de Perdição', 1863). 1. vyd. Praha: Odeon, 1979. 229 S. Překlad: Marie Havlíková (roz. Adámková).

## Fotogalerie

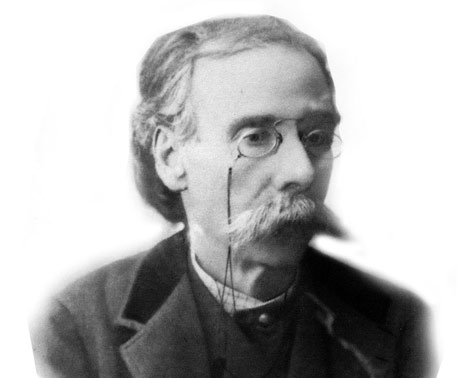
Camilo Castelo Branco
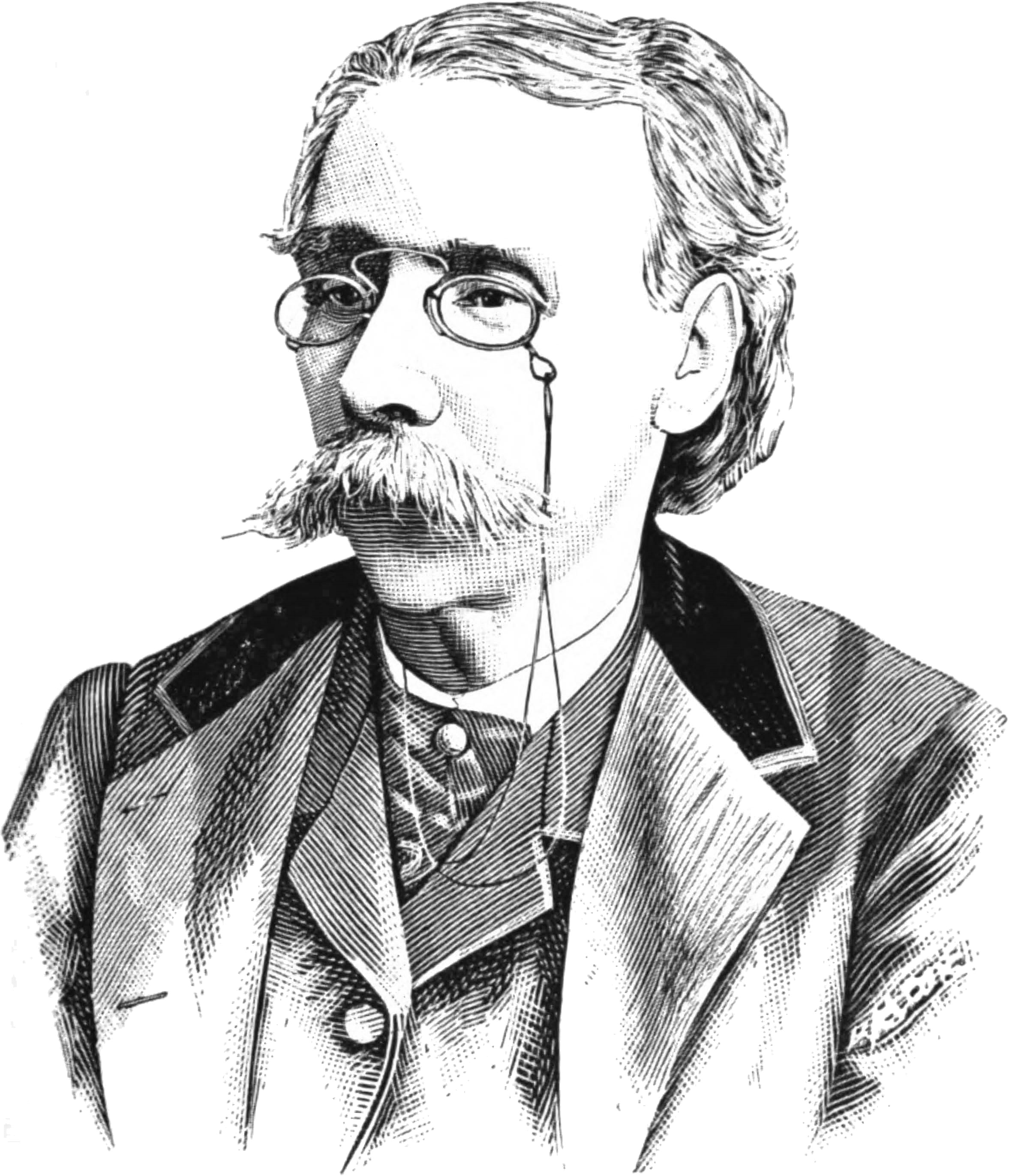
Camilo Castelo Branco
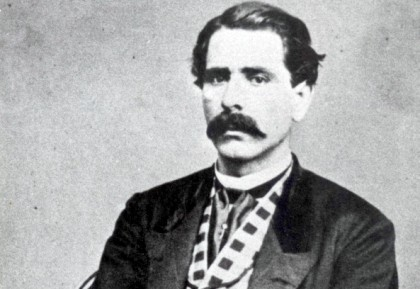
Camilo Castelo Branco
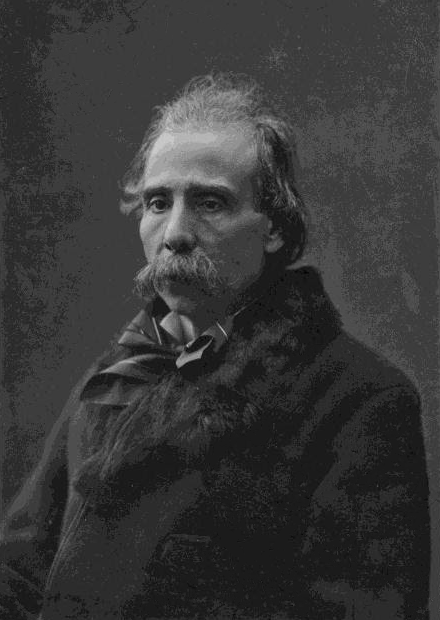
Camilo Castelo Branco
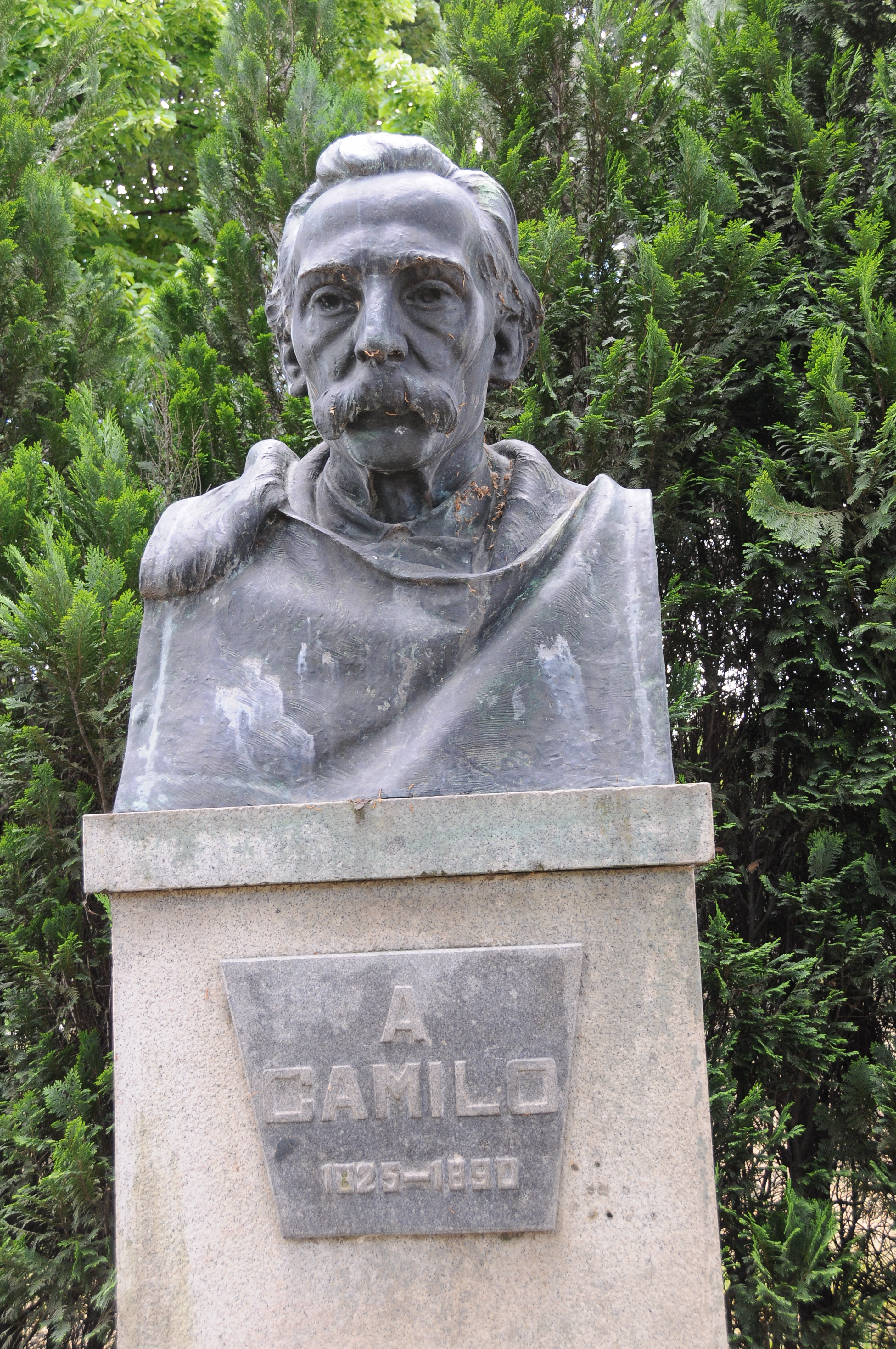
Camilo Castelo Branco (Seide, Famalicão)